# Münster-Kemper
Kemper ist eine ehemalige Bauerschaft. Sie erstreckte sich auf der rechten Seite der Münsterschen Aa von der alten Stadtbegrenzung im Süden bis zur Bauerschaft Coerde im Norden (etwa südlich der Königsberger Straße). Sie war Teil der Gemeinde St. Mauritz im Landkreis Münster und wurde schrittweise in die Stadt Münster eingemeindet: Der südliche Teil (mit Strafanstalt und Schlachthof) am 1. Januar 1875, der mittlere Teil mit den ehemaligen Höfen Schnorrenburg, Haus Diek und Haus Hacklenburg am 1. April 1903 und der nördliche Teil mit den (ehemaligen) Höfen Haus Nevinghoff, Rumphorst, Lütke und Große Kleimann sowie Teilen der Bauerschaft Coerde am 1. Oktober 1956.
Bis zur Kommunalen Neugliederung der Stadt Münster am 1. Januar 1975 bildete dieser Bereich den Stadtteil Kemper. Heute ist sie im Wesentlichen aufgeteilt auf die statistischen Bezirke 26 (Schlachthof), 46 (Rumphorst) sowie den südlichen Teil des statistischen Bezirks 61 (Coerde).